# Aufferville
Aufferville település Franciaországban, Seine-et-Marne megyében. Lakosainak száma 482 fő (2022. január 1.). Aufferville Obsonville, Arville, Bougligny, Châtenoy, Chevrainvilliers, Faÿ-lès-Nemours, Garentreville, Ichy és Maisoncelles-en-Gâtinais községekkel határos.

## Népesség
A település népességének változása:
| Lakosok száma | 542  | 516  | 527  | 514  | 506  | 499  | 491  | 483  | 482  |
|               | 2013 | 2015 | 2016 | 2017 | 2018 | 2019 | 2020 | 2021 | 2022 |